# Toad (banda)
Toad é uma banda de hard rock da Suíça formada pelos membros originários da banda Brainticket.

## História
A história do Toad é obscura e largamente não documentada... Segundo a crítica inglesa do seu "début album", parecia ter saído dos reinos da banda underground Dies Irae, com toques de peso e de blues experimental. Entretanto, isso contraria o fato da banda não querer soar cópia de ninguém. Em seu segundo álbum, "Tomorrow Blue", eles surpreenderam com um pesado hard rock, no melhor estilo do grupo alemão Spermull e com fortes influências de R&B, Hendrix e Status Quo. O vocalista original, Benj Jäger, deixou a banda para viver na Islândia.
Assim, o que era um quarteto reduziu-se a um dos melhores trios do hard Setentista com a liderança do excelente guitarrista Vic Vergeat. Na sequência de "Tomorrow Blue", temos o último álbum dos anos 70, o irregular "Dreams", com um som mais pop/pasteurizado e sem o peso de antes. Entretanto, nos anos 90, o Toad retorna com um consistente trabalho chamado "Stop This Crime" (a.k.a. Hate to Hate), ainda destilando peso como nos velhos tempos e onde via-se a chama eterna de lendas como Led Zeppelin, High Tide & Deep Purple. No ano seguinte, lançam o ao vivo "The Real Thing" e não temos mais notícias da banda até então. Mas certamente, o Toad já escreveu o seu nome no rol das bandas de rock pesado dos anos 70 e que mereciam sorte melhor.

## Formação
- Vic Vergeat - Guitarra, vocais
- Casimo Lampis - Bateria, Percussão, Vocais
- Werner Froehlich - Baixo, Vocais

## Discografia
- 1972 - Toad''
- 1972 - Tomorrow Blue
- 1975 - Dreams
- 1992 - Rarities [a.k.a. Behind the Wheels]
- 1993 - Hate to Hate
- 1970 - B.U.F.O. - Blues United Fighting Organisation
- 1970 - Live at St. Joseph, Basel 22.04.1972
- 2006 - The Real Thing